# Alphons Steinmann
Alphons (Alfons) Steinmann (ur. 14 grudnia 1880 w Hanowerze, zm. 13 marca 1936 w Brixen) – niemiecki teolog katolicki, egzegeta Nowego Testamentu, profesor zwyczajny Państwowej Akademii w Braniewie.

## Życiorys
Maturę uzyskał w gimnazjum Josephinum w Hildesheim. Od 1900 studiował teologię i filozofię na Uniwersytecie Wrocławskim. Święcenia kapłańskie przyjął w czerwcu 1904 roku. Przez krótki okres był wikariuszem w parafii w Eberswalde koło Frankfurtu nad Menem. Następnie kontynuował studia na Uniwersytecie w Stasburgu, gdzie w 1906 uzyskał stopień doktora na podstawie rozprawy o Liście do Galatów. Następnie odbył podróż do Włoch i ponownie podjął posługę duszpasterską w Eberswalde. Habilitację z egzegezy Nowego Testamentu uzyskał 27 lipca 1907 na Uniwersytecie Wrocławskim. Po habilitacji najpierw był privatdozentem na Uniwersytecie Wrocławskim; w 1909 został profesorem nadzwyczajnym, a w 1911 został mianowany profesorem w Państwowej Akademii w Braniewie. Główny punkt badań naukowych Steinmanna obejmował pisma św. Pawła i początki chrześcijaństwa. Był członkiem Warmińskiego Towarzystwa Historycznego.
Ciężka choroba zmusiła go rezygnacji z prowadzenia wykładów w trakcie trwania roku szkolnego 1934/1935. Ostatnie lata życia spędził w domu swojego brata ks. Johannesa, mieszkającego w pobliżu miejscowości Brixen.
Zmarł po ciężkiej chorobie 13 marca 1936 w Brixen.